# سازمان نظارت و ارزیابی شرکت‌ها و خطوط هواپیمایی کشوری بریتانیا

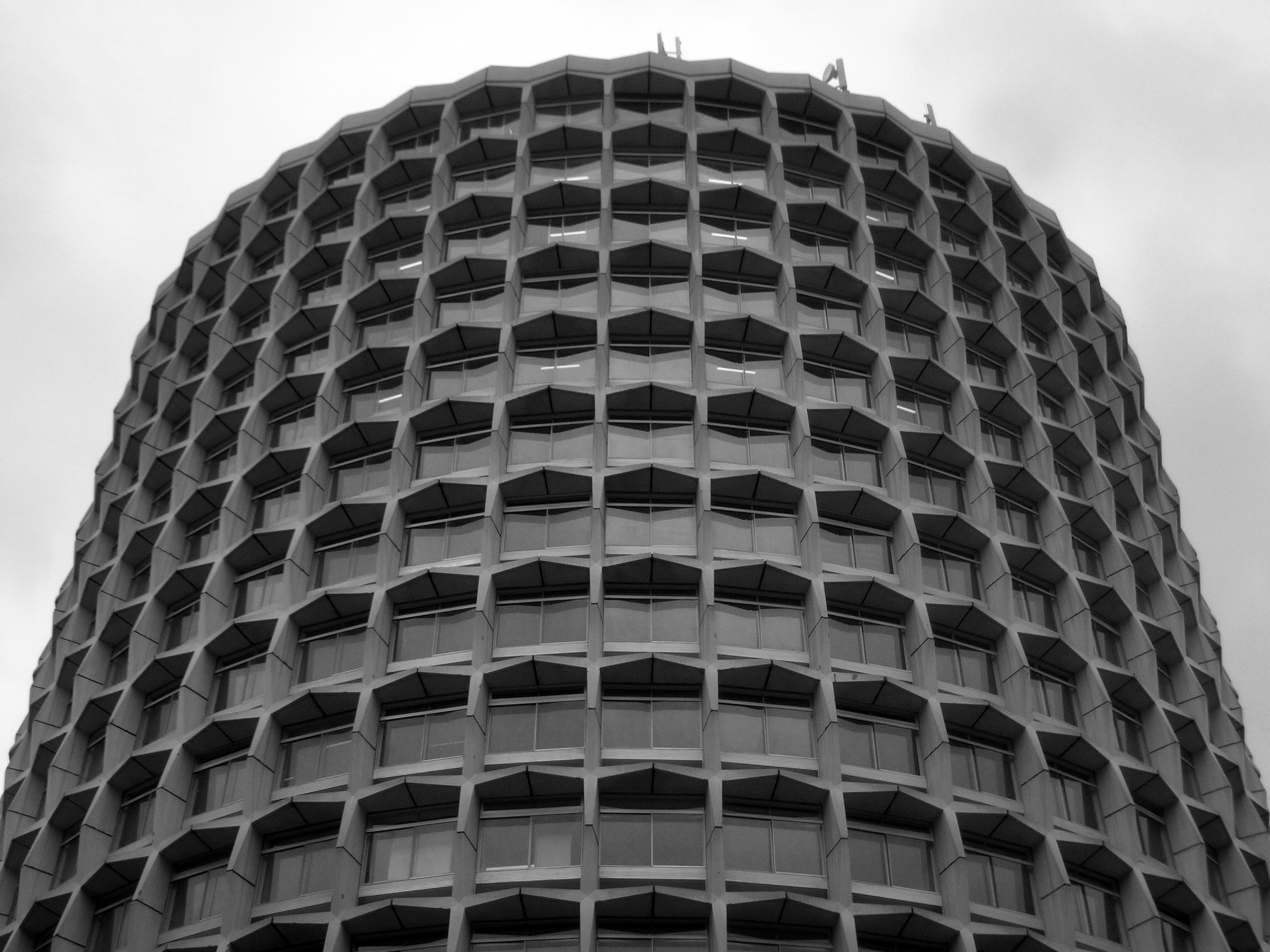
ساختمان دفتر مرکزی

سازمان نظارت و ارزیابی شرکت‌ها و خطوط هواپیمایی کشوری بریتانیا به اختصار CAA، یک سازمان فعال در بریتانیا است که مسئولیت آن نظارت بر شرکت‌های هواپیمایی و ارزیابی و کنترل خطوط هوایی می باشد. این سازمان، نحوه عملکرد شرکت‌های هواپیمایی بریتانیا و میزان مشتری مدار بودن شان را بررسی و رسیدگی می کند. این سازمان در گذشته علاوه بر مسئولیت های اشاره شده، وظیفه کنترل ترافیک هوایی را نیز بر عهده داشت.